# 2013 FT28
2013 FT28 — транснептуновий об'єкт, відкритий 30 серпня 2016 року. снування якого було виявлено 16 березня 2013 року в Обсерваторії Серро Тололо, Ла-Серена, і. 2013 FT28 — перший екстремальний транснептуновий об'єкт із високою великою піввіссю і високим перигелієм, орбіта якого розташована в протилежний бік відносно інших відомих екстремальних транснептунових об'єктів, як-от Седна і 2012 VP113, тобто довгота його перигелію відрізняється на 180° від інших об'єктів. Орбіта 2013 FT28 виглядає стабільною, хоча моделювання показало, що вона може мати певну резонансну взаємодію з відомими планетами-гігантами.
Аргумент перигелію 2013 FT28 схожий на аргумент перигелію іншого ТНО — 2015 KG163.